# Abubakr Abakarov
Abubakr Abakarov (28 de enero de 1999) es un deportista azerbaiyano que compite en lucha libre.
Ganó una medalla de bronce en el Campeonato Mundial de Lucha de 2021 y dos medallas en el Campeonato Europeo de Lucha, en los años 2022 y 2023.

## Palmarés internacional
| Campeonato Mundial | Campeonato Mundial | Campeonato Mundial | Campeonato Mundial |
| Año                | Lugar              | Medalla            | Categoría          |
| ------------------ | ------------------ | ------------------ | ------------------ |
| 2021               | Oslo (Noruega)     | Medalla de bronce  | 86 kg              |
| Campeonato Europeo |                    |                    |                    |
| Año                | Lugar              | Medalla            | Categoría          |
| 2022               | Budapest (Hungría) | Medalla de plata   | 86 kg              |
| 2023               | Zagreb (Croacia)   | Medalla de bronce  | 86 kg              |